# Ashland (Mississippi)
Ashland is een plaats (town) in de Amerikaanse staat Mississippi, en valt bestuurlijk gezien onder Benton County.

## Demografie
Bij de volkstelling in 2000 werd het aantal inwoners vastgesteld op 577.
In 2006 is het aantal inwoners door het United States Census Bureau geschat op 561, een daling van 16 (-2,8%).

## Geografie
Volgens het United States Census Bureau beslaat de plaats een oppervlakte van
4,7 km², geheel bestaande uit land. Ashland ligt op ongeveer 196 m boven zeeniveau.

## Plaatsen in de nabije omgeving
De onderstaande figuur toont nabijgelegen plaatsen in een straal van 24 km rond Ashland.